# Barbara Gies
Barbara Gies (* 1966) ist eine deutsche Filmeditorin.

## Leben
Barbara Gies ist seit 1986 als Editorin tätig, zunächst noch im Werbefilmbereich. Seit 1993 schneidet sie Filme für Kino und Fernsehen. Sie arbeitet oft mit dem Regisseur Lars Kraume zusammen. Für dessen Kinofilm Das schweigende Klassenzimmer war sie 2018 für den Schnitt-Preis Spielfilm des Festivals Filmplus in Köln nominiert.
Barbara Gies ist Mitglied der Deutschen Filmakademie und im Bundesverband Filmschnitt Editor e. V. (BFS).

## Filmografie (Auswahl)
- 1998: Sieben Monde – Regie: Peter Fratzscher
- 1998: Candy – Regie: Christopher Roth
- 1998: Böse Mädchen kommen in den Himmel (There's No Fish Food in Heaven) – Regie: Eleanor Gaver
- 2000: Ein todsicheres Geschäft – Regie: Matthias X. Oberg
- 2000: LiebesLuder – Regie: Detlev Buck
- 2002: Baader – Regie: Christopher Roth
- 2005: Keine Lieder über Liebe – Regie: Lars Kraume
- 2007: Guten Morgen, Herr Grothe – Regie: Lars Kraume
- 2007: KDD – Kriminaldauerdienst (Fernsehserie, 4 Folgen) – Regie: Lars Kraume
- 2007: Bierbichler (Dokumentarfilm) – Regie: Regina Schilling
- 2008: Die Eisbombe – Regie: Oliver Jahn
- 2009: Liebeslied – Regie: Anne Høegh Krohn
- 2009: Horst Schlämmer – Isch kandidiere! – Regie: Angelo Colagrossi
- 2009: Lila, Lila – Regie: Alain Gsponer
- 2009: Die Kinder vom Friedrichshof (Dokumentarfilm) – Regie: Juliane Großheim
- 2010: Die kommenden Tage – Regie: Lars Kraume
- 2011: Geschlossene Gesellschaft (Dokumentarfilm) – Regie: Regina Schilling, Luzia Schmid
- 2013: Meine Schwestern – Regie: Lars Kraume
- 2013: Das radikal Böse (Dokumentarfilm) – Regie: Stefan Ruzowitzky
- 2014: Tatort: Der Hammer (TV-Reihe) – Regie: Lars Kraume
- 2014: Tatort: Zwischen zwei Welten (TV-Reihe) – Regie: Michael Schaerer
- 2015: Dengler: Die letzte Flucht (dreiteilige TV-Miniserie) – Regie: Lars Kraume
- 2015: Familienfest – Regie: Lars Kraume
- 2015: Der Staat gegen Fritz Bauer – Regie: Lars Kraume
- 2016: Dengler: Am zwölften Tag (TV-Reihe) – Regie: Lars Kraume
- 2016: Terror – Ihr Urteil – Regie: Lars Kraume
- 2017: Dengler: Die schützende Hand (TV-Reihe)
- 2018: Das schweigende Klassenzimmer – Regie: Lars Kraume
- 2019: Szenen meiner Ehe
- 2019: Die Neue Zeit (TV-Achtteiler)
- 2020: Gott von Ferdinand von Schirach
- 2021: Furia (TV-Achtteiler)
- 2021: Mein Sohn
- 2023: Transatlantic (Fernsehserie)
- 2023: Eldorado – Alles, was die Nazis hassen
- 2024: A Better Place (Fernsehserie)